# Cneu Árrio Antonino
Cneu Árrio Antonino (em latim: Gnaeus Arrius Antoninus) foi um político romano da gente Árria nomeado cônsul sufecto para o período de julho a agosto de 69 com Aulo Mário Celso, ambos indicados por Otão e mantidos por Vitélio, e novamente para o período de março a abril de 97 com Lúcio (ou Caio?) Calpúrnio Pisão, já na época de Nerva. É conhecido principalmente por ter sido avô por parte de mãe do imperador Antonino Pio.

## Carreira
Antonino foi duas vezes cônsul e procônsul da Ásia entre 78 e 79. Era amigo e correspondente do senador e historiador Plínio, o Jovem. A História Augusta o descreve como uma "pessoa justa" conta que ele teve pena de Nerva quando ele se tornou imperador em 96.

## Família
Antonino se casou com uma romana chamada Boiônia Prócila e o casal teve duas filhas, Árria Antonina (n. c. 70), que se casou com o senador Lúcio Júnio Cesênio Peto e com quem teve um filho chamado Lúcio Cesênio Antonino, e Árria Fadila, que se casou com Tito Aurélio Fulvo, cônsul em 89 e com quem teve um filho, o futuro imperador Antonino Pio. Depois da morte de Aurélio Fulvo, Fadila casou-se com Públio Júlio Lupo, cônsul sufecto em 98, e teve duas filhas, Júlia Fadila e Árria Lúpula.
Antonino criou seu neto (e futuro imperador) e, quando morreu, ele herdou seu dinheiro. Por causa desta herança e da herança de sua mãe, Antonino Pio tornou-se um dos homens mais ricos de Roma.